# White Girl
Pour plus de détails, voir Fiche technique et Distribution.
White Girl est un film américain écrit et réalisé par Elizabeth Wood (en), sorti en 2016.

## Fiche technique
- Titre original : White Girl
- Réalisation : Elizabeth Wood (en)
- Scénario : Elizabeth Wood
- Musique :
- Producteur :
- Sociétés de production : Bank Street Films
- Sociétés de distribution : FilmRise  États-Unis, Netflix
- Pays d'origine :  États-Unis
- Langue originale : anglais américain
- Lieux de tournage : Brooklyn, Manhattan et Ridgewood dans le Queens à New York, États-Unis
- Format : Couleurs
- Genre : Drame
- Durée : 88 minutes (1 h 28)
- Dates de sortie :
  -  États-Unis :
    - 23 janvier 2016 au Festival du film de Sundance
    - 19 avril 2016 (Dallas International Film Festival (en))
    - 2 septembre 2016

  -  France : 10 juin 2016 au Champs-Élysées Film Festival
  -  Australie : 18 juin 2016 au Festival du film de Sydney
  -  Pologne : 24 juin 2016 (Transatlantyk Festival (en))
  -  Russie : 25 juin 2016 au Festival international du film de Moscou
  -  Allemagne : 2 décembre 2016

## Distribution
- Morgan Saylor (VF : Camille Donda) : Leah
- Brian Marc : Blue
- Justin Bartha (VF : Jérémy Prévost) : Kelly
- India Menuez (VF : Charlotte Hervieux) : Katie
- Annabelle Dexter-Jones (VF : Audrey Sourdive) : Alexa
- Chris Noth : George
- Adrian Martinez (VF : Nicolas Justamon) : Lloyd
- Anthony Ramos : Kilo
- Ralph Rodriguez : Nene
- Eden Marryshow : le policier infiltré
- Charles Barboza : Carlos (crédité comme Charles Baboza)
- Graig Guggenheim : Limo Driver
- Brendan Burke : l'officier (crédité comme Brendan Burke)
- Jermel Howard : Darnell
- Grim Reaper Q. : Le Baron Bouncer (crédité comme Anthony Quarles)